# Kajak
En kajak er en lille, smal, lang båd der drives fremad med en pagaj, og roeren sidder med front mod roretningen. Den mest almindelige kajaktype er til én person, men der findes udgaver med både to og fire roere.
Kajakker er oftest lavet af glasfiber, kulfiber eller kevlar, men findes også i udgaver lavet i træ, ofte dækket af et lag glasfiber, glasfiberen er ikke at se, da den bliver gennemsigtig under lamineringen. I sjældne tilfælde er kajakken dog udelukkende lavet af træ. Nogle typer havkajakker laves desuden i forskellige plast-sandwich konstuktioner.
Der findes en lang række forskellige kajakker, men de typer man normalt forbinder med en kajak er havkajak, turkajak og kapkajak. Derudover findes også polokajak, fosskajak, sit-on-top kajak, oppustelig kajak samt foldekajak.

## Oprindelse
Kajakker har netop sin oprindelse i Grønland, hvor de blev brugt af fangerne til jagt på blandt andet sæler. Den grønlandske kajak blev oprindelig lavet af sammensyet sælskind, skrabet fri for pels og smurt ind i fedt for at blive vandtæt. Kajakkens skelet var af drivtømmer. Kajakken var personlig og bygget, så den passede til fangerens krop.
En kajaks design gør det muligt at lave en grønlændervending samt en række støttetag. Formålet er at få kajakken på ret køl igen efter en kæntring uden at skulle ud i vandet. Dette var en helt nødvendig teknik at beherske for de grønlandske fangere, som ikke kunne overleve mange minutter i det kolde vand.

## Kajaktyper
Generelt er kajakker ustabile fartøjer, som kræver tilvænning – ofte med assistance fra en instruktør. Det overordnede princip bag designet af en kajak er, at jo mere fart der skal være i den, jo smallere, længere og lettere skal den være. Det er tydeligst udtrykt i kapkajakkerne, som kræver træning at mestre. Denne kajaktype er rettet mod konkurrencer på mange forskellige niveauer. For de, der ror kajak for at få motion og opleve naturen, er en havkajak eller en turkajak det naturlige valg. Turkajakken har mange ligheder med en kapkajak, men er mere stabil og dermed ikke så hurtig. Til gengæld er en havkajak som hovedregel bedre egnet under vejrforhold, som ikke er helt optimale. Fælles for kap- og turkajakkerne er, at roeren sidder i et forholdsvist stort cockpit og udelukkende har kontakt med kajakken med fødderne og bagdelen.
En havkajak er som navnet antyder velegnet til et forholdsvis åbent farvand, idet den har en bedre sødygtighed. Dette er bl.a. opnået ved at give havkajakken mere volumen i enderne. Samtidig er cockpittet relativt lille, hvilket betyder, at roeren sidder med benene under dækket og har kontakt med kajakken med en større del af kroppen. Det giver en større kontrol over kajakken i bølger og gør det samtidig muligt at lave en grønlændervending samt en række støttetag som ikke er muligt i kap- og turkajakker. Formålet er at få kajakken på ret køl igen efter en kæntring uden at skulle ud i vandet.
Kajakroning definerer mange ting. Der findes mange formler for kajakroning. Havkajakroning på havet er tidens mest populære. Gennem de seneste par år er kajakroning blevet en eftertragtet sport. Flere og flere danskere melder sig ind i klubber, og skifter fra kap- og turkajak over i havkajakken. Det skyldes blandt andet at det danske vejr langs kysterne ofte passer bedre til havkajakkens egenskaber.
Kapkajakken er som regel meget smal, hvor turkajakker er helt op til 60 cm brede. Havkajakkers bredde varierer meget, ofte mellem 48 og 60 cm. Der er internationle regler for, hvordan en kapkajak skal se ud, men udformningen af tur og havkajakker er mere fri. Som maximum må en kapkajak være 5,2meter lang. Udover en mands kajakker, kaldet K1'ere findes der 2'er kajakker og 4 kajakker som kaldes hhv. K2'ere og K4'ere.
Til konkurrencebrug stilles der en række krav, som ud over længden, indebærer regler omkring kajakkens vægt. En K1 skal f.eks. veje mindst 12 kg til kortbanebrug, og 8 kg til marathon, mens en K2 skal veje 18 kg til kortbanebrug og 12 kg til marathon.
Den mest populære af disciplinerne i kapkajak, er kortbane og er også den eneste der er på OL planen. I Danmark har vi et kortbane landshold, som holder til ved bagsværd rostadion, ved bagsværd sø. Her træner de 1-3 gange om dagen og deltager i alle store stævner rundt omkring i verden, som VM, World Cups, EM og hvis de bliver udtaget står OL som højest prioriteret. Turkajakken har ikke discipliner som sådan, men ofte deltager turkajakker i mindre løb og konkurrencer kajakklubber imellem. I havkajakken er de få konkurrencer, men langdistanceture såsom Danmark rundt er et populært mål at have. Roteknik og beherskelse af havkajakken i alt slags vejr er også meget populært.

## Produktion
Kajakker i plast bliver ofte fremstillet med rotationsstøbning.